# 김포평야
김포평야는 굴포천과 한강 하류 남안에 형성된 퇴적평야로, 김포시를 중심으로 인천, 부천, 서울에 걸쳐 발달해 있다. 통진평야라고도 한다.
핵심부는 하천이 범람하여 침수하는 범람원으로 이루어져 있고 주변은 기복이 작은 구릉지가 펼쳐져 있다. 침수가 잦은 배후습지에는 일제강점기 초부터 인공제방이 축조되었다. 본래 밭으로 많이 이용되어 특히 통진미가 수랏상에 오르던 진상미라 하여 유명하였다. 현대에 들어 주거지가 들어서며 토지이용이 크게 변화하였다.
지난 2019년 9월 28일에 개통한 김포 골드라인의 경우, 김포평야의 황금 빛깔로 물든 논의 의미를 함축한 뜻에서 비롯된 수도권 지역의 경전철 노선 명칭으로 사용한 바 있다.